# 富田能成
富田 能成（とみた よしなり、1965年11月4日 - ）は、日本の政治家。埼玉県横瀬町長（3期）。元横瀬町町議会議員。

## 経歴
埼玉県横瀬町生まれ。父は元横瀬町長の富田孝。1978年 横瀬町立横瀬小学校卒業。1981年 横瀬町立横瀬中学校卒業。1984年 埼玉県立熊谷高等学校卒業。
1990年 国際基督教大学教養学部教育学科卒業。1990年〜2009年日本長期信用銀行（現SBI新生銀行）にて勤務。海外勤務、従業員組合副委員長、企業再生案件を担当。
2010年3月横瀬町で宅建業を企業。2011年4月より横瀬町町議会議員。2015年1月19日、横瀬町長選にて横瀬町長に当選。2019年1月15日、横瀬町長選にて横瀬町長に再選。2023年1月10日、横瀬町長選にて横瀬町長に再選。